# Gerhard von Kamptz
Gerhard von Kamptz (Koppaschütz, Schroda/Posen, hoy en Polonia, 27 de diciembre de 1902 - Kiel, 16 de mayo de 1998) fue un marino alemán —condecorado con la Cruz de Caballero de la Cruz de Hierro con hojas de roble— que en marzo de 1945 fue designado comandante de la isla danesa de Bornholm.

## Carrera
Gerhard von Kamptz nació en la finca llamada Koppaschütz, en la región prusiana de Silesia. A los 14 años ingresó como cadete en la escuela de Wahlstatt en Silesia, dos años después pasó a la escuela de élite de cadetes Groß Lichterfelde en Berlín, clausurada en marzo de 1920 por disposición del Tratado de Versalles.
En 1923 ingresó en la Armada de la República de Weimar y en 1927 ascendió al empleo de Leutnant zur See, inmediatamente inferior a alférez de navío, destinándole a la 1ª flotilla de cazaminas, que mandó desde 1932. En 1935 ascendió a teniente de navío y en 1938 fue jefe de la 2ª flotilla de cazaminas, ascendió en 1939 a capitán de corbeta. 
Durante la ocupación de Noruega en la Operación Weserübung el 9 de abril de 1940, destacó por el valor junto con su unidad, de modo que el 6 de octubre de 1940 le fue concedida la Cruz de Caballero de la Cruz de Hierro. El 14 de marzo de 1941 fue nombrado jefe de la 8ª flotilla de cazaminas, con la que escoltó barcos con desplazamiento superior a 400.000 TRB sin sufrir pérdidas, por lo que el 14 de abril de 1943 se le concedieron las hojas de roble para la Cruz de Caballero (225.ª concesión). Poco antes, el 1 de marzo de 1943, había sido nombrado jefe de la 4ª flotilla de escolta en La Spezia (Italia). 
En verano de 1943 dirigió varias operaciones especiales en Italia y el 1 de julio ascendió a capitán de navío. Desde octubre de 1943 fue director de la Escuela de Minadores de Kiel, en octubre de 1944, jefe de sección en el Mando Supremo de la Armada (OKM) y desde el 5 de marzo de 1945 comandante de la isla danesa de Bornholm.

## Comandante en Bornholm
Siendo von Kamptz comandante de Bornholm, aumentó mucho el número de soldados alemanes en la isla, y también llegó gran número de civiles alemanes que huían ante el rápido avance del Ejército Rojo. Se llevaron a cabo preparativos para defender la isla contra un ataque soviético, en particular construyendo fortificaciones alrededor de Rønne. Von Kamptz aceptó la rendición de las fuerzas alemanas ante el mariscal Montgomery el 5 de mayo de 1945, pero dijo al representante de la resistencia danesa en la región de Bornholm, teniente A.H. Jørgensen, como responsable de la ley y el orden, que él seguía teniendo órdenes de defender la isla contra posibles ataques de las fuerzas soviéticas.
En la mañana del 7 de mayo, una batería alemana del puerto de Nexø disparó contra las fuerzas de reconocimiento soviéticas, lo que dio lugar a que ese día hubiera un bombardeo aéreo soviético contra Nexø y Rønne. Al mismo tiempo, se lanzaron panfletos conminando al comandante alemán a rendirse y enviar parlamentarios al puerto de Kolberg antes de las 10 horas del 8 de mayo. Von Kamptz anunció sin embargo al líder regional danés A.H. Jørgensen que no contestaría a los panfletos y que seguiría cumpliendo la orden de defender la isla. El 8 de mayo, a poco de cumplirse el ultimátum, se lanzaron fuertes ataques aéreos contra Rønne. Ese día, el mando de las fuerzas alemanas en la isla pasó al general de artillería Rolf Wuthmann, que acababa de llegar desde Prusia Oriental. El 9 de mayo, las fuerzas soviéticas desembarcaron en Rønne sin oposición. Von Kamptz, el general Wuthmann y otros altos oficiales alemanes fueron hechos prisioneros de guerra y transferidos a Kolberg (Kołobrzeg), en Pomerania.

## Posguerra
Gerhard von Kamptz pasó casi nueve años en cautiverio soviético. El 1 de enero de 1954 fue puesto en libertad y regresó a Alemania Occidental, residiendo en Kiel, donde vivió hasta su muerte en 1998 a la edad de 95 años. Visitó Bornholm dos veces, pero sin darse a conocer. En una de esas visitas, en 1982, un diario de Bornholm consiguió hacerle una entrevista.

## Valoración
Gerhard von Kamptz fue sin duda un oficial muy capaz, pero también es descrito como una persona testaruda y fanática. En algunos casos, sin embargo, mostró una posición moderada y razonable, por ejemplo el 18 de abril de 1944, cuando tuvo lugar un brote de violencia en Sønderborg después de que un buque de guerra alemán disparara contra el puente sobre Alssund porque la pasarela del puente no se había abierto con suficiente rapidez. En relación con la capitulación alemana de 1945, von Kamptz como comandante de Bornholm se encontró ante un dilema, ya que por una parte la isla pertenecía a Dinamarca, donde ya se había firmado el armisticio y por tanto la paz, pero por otro lado tenía claras las órdenes de sus superiores de no rendirse a los soviéticos, sino solo a los británicos. Von Kamptz se aferró a estas órdenes y optó por disparar a los aviones soviéticos, a lo que estos respondieron desproporcionadamente con bombardeos arbitrarios de objetivos civiles.
Von Kamptz manifestó en varias ocasiones su aceptación de la ideología nazi, a la que aparentemente siguió adherido incluso al regreso de su cautiverio. Mantuvo contacto con el conocido neonazi alemán Thies Christophersen, que vivía en Kollund, en el lado danés del Fiordo de Flensburg.